# Franz Anton Brognard
Franz Anton Brognard - dyplomata austriacki z XVIII wieku.
W latach 1766–1769 był austriackim reprezentantem (z typowym tytułem internuncjusza) w Stambule. 
W roku 1769 sfanatyzowany tłum, oburzony, że rodzina i świta Brognarda przypatruje się z okien muzułmańskiej procesji, wtargnął do poselstwa. W tumulcie zginęło kilka osób z orszaku internuncjusza. Nazajutrz rząd turecki przysłał Brognardowi głowy czterech prowodyrów napadu.